# Estadio Tres de Marzo
Az Estadio Tres de Marzo vagy Estadio 3 de Marzo egy stadion a mexikói guadalajarai agglomerációban, azon belül is Zapopanban. Jelenleg az Estudiantes Tecos otthona.

## Története
1971-ben nyílt meg, de ekkor, mivel a házigazda csapat csak a harmadosztályban szerepelt, csak igen kicsit stadiont építettek, ahol mindössze 3000 néző fért el. Nevét onnan kapta, hogy a guadalajarai egyetemet, amihez a sportklub tartozik, 1935. március 3-án alapították. 1973-ban, amikor a csapat egy szinttel feljebb jutott, a stadiont is jelentősen bővítették: innentől kezdve már 15 000 ember fért be.
Később a Tecos feljutott az első osztályba, Mexikó pedig megkapta az 1986-os labdarúgó-világbajnokság rendezési jogát, ezért ezt a stadiont is jelentősen bővítették és modernizálták. Joseph Blatter, a FIFA akkori főtitkára ki is jelentette: ez a stadion az egész ország legjobb pályája.

## Világbajnoki mérkőzések a stadionban
| Dátum            | Csapat #1      | Eredmény | Csapat #2      | Forduló   | Nézőszám |
| ---------------- | -------------- | -------- | -------------- | --------- | -------- |
| 1986. június 3.  | Algéria        | 1–1      | Észak-Írország | D csoport | 22 000   |
| 1986. június 7.  | Észak-Írország | 1–2      | Spanyolország  | D csoport | 28 000   |
| 1986. június 11. | Portugália     | 1–3      | Marokkó        | F csoport | 28 000   |